# Gerhard Herzberg
Gerhard Herzberg (25 décembre 1904 à Hambourg, Allemagne - 3 mars 1999 à Ottawa, Canada) est un physicien et chimiste germano-canadien. Il a reçu le prix Nobel de chimie de 1971 « pour ses travaux sur les structures électroniques et la géométrie des molécules, particulièrement les radicaux libres ».

## Biographie
La médaille d'or Gerhard-Herzberg en sciences et en génie du Canada est nommée en son honneur.

## Distinctions et récompenses
- 1953 : Médaille Henry Marshall Tory
- 1957 : Médaille de l'ACP pour contributions exceptionnelles de carrière à la physique
- 1968 :  Compagnon de l'Ordre du Canada
- 1969 : Willard Gibbs Award
- 1970 : Faraday Lectureship de la Royal society of chemistry
- 1971 : Royal Medal
- 1971 : prix Nobel de chimie
- 1982 : Médaille du Centenaire
- Membre de la Société royale du Canada
- Membre du Panthéon de la science et de l'ingénierie canadiennes

## Archives
Il y a un fonds d'archives Gerhard Herzberg à Bibliothèque et Archives Canada. Numéro de référence archivistique R4841.